# 고토시바역
고토시바역(일본어: 琴芝駅)은 일본 야마구치현 우베시에 위치한 서일본 여객철도 우베 선의 철도역이다. 단선 승강장 1면 1선의 구조를 갖춘 지상역이다.

## 이용 현황
| 승차 인원 추이 | 승차 인원 추이 |
| 연도           | 1일 평균       |
| -------------- | -------------- |
| 1999           | 994            |
| 2000           | 989            |
| 2001           | 923            |
| 2002           | 795            |
| 2003           | 732            |
| 2004           | 654            |
| 2005           | 639            |
| 2006           | 634            |
| 2007           | 633            |
| 2008           | 634            |
| 2009           | 628            |
| 2010           | 652            |
| 2011           | 687            |
| 2012           | 641            |
| 2013           | 670            |
| 2014           | 639            |

## 역 주변
- 우베 시청
- 우베 세무서
- 야마구치 현 우베 종합 청사
- 야마구치 지방 검찰청 · 재판소 우베 지부
- 우베 시 종합 복지회관
- 우베 시립 도서관
- 아사히 신문 우베 지국
- 우베 일보사 본사, 인쇄 센터
- FM 키라라 본사
- 마이니치 신문사 우베 통신부
- 야마구치 신문 우베 지국

## 역사
- 1929년 11월 29일 : 우베 철도의 역으로서, 히가시신카와 - 우베신카와 간에 신설 개업.
- 1943년 5월 1일 : 우베 철도 국유화. 일본국유철도 우베히가시 선의 역이 됨.
- 1948년 2월 1일 : 우베히가시 선이 우베 선으로 개칭되어, 이 역도 그 소속으로 함.
- 1987년 4월 1일 : 일본국유철도 분할 민영화에 의해, 서일본 여객철도가 승계.
- 시기 불명 : JR 서일본 히로시마 멘텍에 의해 업무위탁역으로 전환.
- 1999년 7월 : 미도리노마도구치 영업 개시.
- 2002년
  - 3월 31일 : 미도리노마도구치 영업 종료.
  - 4월 1일 : 업무위탁역에서 간이위탁역으로 되어, 토 · 일요일은 무인으로 함.
- 2008년 3월 15일 : 다이어 개정에 의해 쾌속 '노조미 릴레이 호'의 정차역이 됨.
- 2009년 3월 14일 : 다이어 개정으로 쾌속 폐지, 정차하는 열차가 모두 보통으로 배치.
- 2012년 9월 28일 : 간이위탁역에서 무인역으로 전환.

## 인접 역
| 서일본 여객철도 우베 선      | 서일본 여객철도 우베 선 | 서일본 여객철도 우베 선 |
| ---------------------------- | ----------------------- | ----------------------- |
| 히가시신카와 신야마구치 방면 | ■ 우베 선               | 우베신카와 우베 방면    |